# Monika Teuber
Monika Teuber, bei internationalen Produktionen zumeist Monica Teuber (* 12. Juli 1945 in Breslau, Deutschland) ist eine deutsche Schauspielerin, Filmproduzentin, Filmregisseurin und Drehbuchautorin.

## Leben
Monika Teuber wurde im Frühsommer 1945 unter dramatischen Bedingungen in Schlesien zur Zeit der Vertreibung der deutschen Bevölkerung durch polnische Freischärler geboren. Im Westen angekommen, schloss Teuber die Schule mit dem Abitur ab und besuchte die Schauspielschule „Zinner Studio“ in München. Anschließend brachten sie Theaterverpflichtungen an das Münchner Atelier Theater und in die Schweiz. 1966 entdeckte sie der österreichischen Produzent und Regisseur Ernst Ritter von Theumer und verschaffte Teuber 1966 eine Nebenrolle in dem von ihm mitproduzierten Italowestern Rocco – der Einzelgänger von Alamo. Mit Theumer sollte sie zwar ein Leben lang beruflich verbunden bleiben, an mehreren seiner Inszenierungen und Produktionen war Teuber in unterschiedlicher Funktion beteiligt, gelegentlich knüpfte sie aber auch Kontakte zu Filmemachern mit künstlerischen Ambitionen wie Rainer Werner Fassbinder, in dessen Inszenierungen Warnung vor einer heiligen Nutte und Satansbraten und Bolwieser Teuber kleine Rollen übernahm.
1979 gab ihr Theumer in seiner Funktion als Produzent erstmals bei gleich zwei Filmen (Primel macht ihr Haus verrückt und Kenn’ ich, weiß ich, war ich schon!) Gelegenheit, selbst Regie zu führen. Mit Theumer hatte sie kurz zuvor (1978) die Cineteleteam gegründet, zwei Jahre darauf gemeinsam mit Gerd Ackermans die TAT Filmproduktion, die Filme wie Chained Heat, Red Heat, Jungle Warriors und Silent Night herausbrachte. 1994 produzierte Teuber mit Theumer für dessen Firma Triangle Film die von Monika Teuber inszenierte Literaturverfilmung Dschamilja, die auf den Filmfestivals St. Petersburg, Schanghai, Casablanca und Marrakesch lief. Keine ihrer Filme war jedoch ein kommerzieller oder gar künstlerischer Erfolg. Monika Teuber, die ihren Vornamen bei internationalen Arbeiten in „Monica“ anglisierte, lebt in München.

## Filmografie
als Schauspielerin
- 1966: Geheimagent Tegtmeier – Folge: Die harmlosen Gäste (Fernsehserie)
- 1967: Rocco – der Einzelgänger von Alamo (Ballata per un pistolero)
- 1968: Die Ente klingelt um ½ 8
- 1968: Die Söhne (Fernsehfilm)
- 1968: Pudelnackt in Oberbayern
- 1968: Gib mir Liebe
- 1970: Jonathan
- 1971: Warnung vor einer heiligen Nutte
- 1972: Ich, die Nonne und die Schweinehunde (Io monaca… per tre carogne e sette peccatrici)
- 1973: Ehen vor Gericht (Fernsehserie, Folge: In Sachen Lorenz gegen Lorenz)
- 1974: Das Fernsehgericht tagt – Folge: Heiratsschwindel (Fernsehserie)
- 1976: Satansbraten
- 1977: Bolwieser (Fernsehfilm)
- 1978: Mein lieber Mann (Fernsehserie)
- 1978: Die Gimmicks (Fernsehserie)
- 1978: SOKO München (Fernsehserie, 10 Folgen)
- 1978: Das Spiel (Fernsehfilm)
- 1978: Ausgerissen! Was nun? – Folge: Die bessere Lösung (Fernsehserie)
- 1978: Die Totenschmecker
- 1979: Tortur mit Torte – Wie macht man Klimbim und anderen Tingeltangel? (Fernsehdokumentarfilm)
- 1981: Karriere/Kenn’ ich, weiß ich, war ich schon!
- 1985: Red Heat – Unschuld in Ketten (Red Heat)

als Produzentin
- 1970: Cream – Schwabing-Report (nur Herstellungsleitung)
- 1978: Die Totenschmecker (auch Herstellungsleitung)
- 1979: Primel macht ihr Haus verrückt
- 1981: Karriere/Kenn’ ich, weiß ich, war ich schon!
- 1982: July Darling
- 1983: Das Frauenlager (Chained Heat)
- 1983: Jungle Fever – Euer Weg führt durch die Hölle
- 1985: Red Heat – Unschuld in Ketten (Red Heat)
- 1986: Rage to Kill (Heart of Darkness/Hell Hunters)
- 1988: Silent Night / Magdalena

als Regisseurin
- 1979: Primel macht ihr Haus verrückt (auch Drehbuch)
- 1981: Karriere/Kenn’ ich, weiß ich, war ich schon! (auch Drehbuch)
- 1985: Die Kurve kriegen
- 1988: Silent Night / Magdalena (auch Drehbuch)
- 1994: Jamila / Dschamilja